# جایزه بین‌المللی نویسندگی ویلیام سارویان
جایزه بین‌المللی نویسندگی ویلیام سارویان (انگلیسی: William Saroyan International Prize for Writing) یک جایزه ادبی دوسالانه برای آثار داستانی و غیرداستانی است که نویسندگان نوظهور به یاد ویلیام سارویان خلق شده‌اند. این جایزه توسط کتابخانه دانشگاه استنفورد و بنیاد ویلیام سارویان به‌خاطر تشویق نویسندگان تازه‌کار و نوظهور به‌جای چهره‌های ادبی شناخته، بنیانگذاری شد. مبلغ این جایزه ۱۲٬۵۰۰ دلار آمریکا می‌باشد. جایزه بین‌المللی نویسندگی ویلیام سارویان برای نخستین در سال ۲۰۰۳ به آثار داستانی منتشر شده از جمله رمان‌ها، داستان‌های کوتاه، درام‌ها و خاطرات اهدا شد.

## برخی از برندگان و نامزدان
- جاناتان سفرن فور
- نیکول کراوس
- ریوکا گالکن
- بن لرنر (نامزد)